# Drásov (district de Příbram)
Pour les articles homonymes, voir Drásov.
Drásov (en allemand : Drasau) est une commune du district de Příbram, dans la région de Bohême-Centrale, en République tchèque. Sa population s'élevait à 430 habitants en 2020.

## Géographie
Drásov se trouve à 9 km à l'est-nord-est de Příbram et à 48 km au sud-ouest de Prague.
La commune est limitée par Suchodol au nord-ouest et au nord, par Dlouhá Lhota au nord, par Ouběnice au nord-est, par Višňová à l'est et au sud, et par Dubenec à l'ouest.

## Histoire
La première mention écrite du village date de 1057. Il se trouve dans la région historique de Bohême.

## Transports
Par la route, Drahlín se trouve à 9 km de Příbram et à 56 km de Prague.